# Estrela amarela
Estrela amarela, Estrela de Davi amarela ou Estrela judaica era estrela de Davi de cor amarela que deveria obrigatoriamente ser ostentada pelos judeus em público em determinados momentos em determinados países, servindo como um símbolo de vergonha. Esta obrigatoriedade foi utilizada por nações cristãs e islâmicas, mas adquiriram destaque como uso distintivo obrigatório para os judeus na Alemanha Nazista.

## Uso

### Mundo islâmico[2][3]
A prática de usar marcações especiais para distinguir judeus e outros não-muçulmanos (Dhimmis) em países dominados por muçulmanos parece ter sido introduzida pelo califa Omíada Omar II no início do século VIII. A prática foi relançada e reforçada pelo califa Mutavaquil. (847-861), permanecendo subsequentemente em vigor por séculos.Um documento de Genebra de 1121 dá a seguinte descrição de decretos emitidos em Bagdá:

Dois distintivos amarelos [devem ser exibidos], um na chapelaria e outro no pescoço. Além disso, cada judeu deve pendurar no pescoço um pedaço de chumbo com a palavra Dhimmi nele. Ele também tem que usar um cinto em volta da cintura. As mulheres têm que usar um sapato vermelho e um preto e ter um pequeno sino no pescoço ou no sapato.

### Europa Medieval e Moderna
Em grande parte da Europa Medieval Católica, judeus e muçulmanos eram obrigados a usar roupas distinguíveis em alguns períodos. Estas medidas não foram consideradas inconsistentes com Sicut Judaeis. Embora não seja o primeiro requisito eclesiástico para os não-cristãos usarem roupas distinguíveis, o Quarto Concílio de Latrão liderado pelo Papa Inocêncio III determinou em 1215 que os judeus e muçulmanos devem usar roupas distintas (Latim habitus). lê Cânone 68, em parte:
Em algumas províncias, uma diferença de vestuário distingue os judeus ou os Sarracenos dos cristãos, mas em algumas outras essa confusão cresceu e eles não podem ser distinguidos por nenhuma diferença. Assim acontece às vezes que através do erro os cristãos têm relações com as mulheres judias ou sarracenas, e judeus e sarracenos com mulheres cristãs. Portanto, para que eles não possam, sob pretexto de erros deste tipo, desculpar-se no futuro pelos excessos de tais relações proibidas, nós decretamos que tais Judeus e Sarracenos de ambos os sexos em todas as províncias cristãs e em todos os tempos sejam marcados aos olhos do público de outros povos através do caráter de seu vestuário. Particularmente, uma vez que pode ser lido nas escrituras de Moisés [ Números 15:37-40 ], que esta mesma lei foi ordenada sobre eles.
Inocêncio III confirmou em 1199 no Sicut Judaeis, que também foi confirmado pelo Papa Honório III em 1216. Em 1219, Honório III emitiu uma dispensa aos judeus do Castela, a maior população judaica da Europa. Judeus espanhóis normalmente usavam turbantes, que presumivelmente atendiam ao requisito de serem distintos. Em outros lugares, leis locais foram introduzidas para fazer a cânone vigorar. A marca de identificação variava de um país para outro e de período para período.
Em 1227, o Sínodo de Narbonne, no cânone 3, regeu:

Para que os judeus sejam distinguidos dos outros, nós decretamos e enfaticamente comandamos que no centro do peito (de suas vestes) eles usem um distintivo oval, a medida de um dedo de largura e a metade de uma palma de altura...

No entanto, esses pronunciamentos eclesiásticos exigiam sanções legais de uma autoridade temporal. Em 1228, Jaime I de Aragão ordenou aos judeus de Aragão que usassem o distintivo; e em 1265, o Siete Partidas, um código legal promulgado em Castela por Alfonso X, mas não implementado até muitos anos depois, incluía a exigência de que os judeus usassem marcas distintivas. Em 19 de junho de 1269, Luís IX da França impôs uma multa de dez livres (um livre era equivalente a um quilo de prata) aos judeus encontrados em público sem um distintivo (em Latim: rota, "roda", em Francês: rouelle ou roue). A execução de usar o distintivo repetida pelos conselhos locais, com diferentes graus de multas, em Arles 1234 e 1260, Béziers 1246, Albi 1254, Nîmes 1284 e 1365, Avignon 1326 e 1337, Rodez 1336, e Vanves 1368. A "rota" parecia um anel branco ou amarelo. A forma e a cor do adesivo também variaram, embora a cor fosse geralmente branca ou amarela. Mulheres casadas eram frequentemente obrigadas a usar duas faixas azuis em seu véu ou lenço na cabeça.

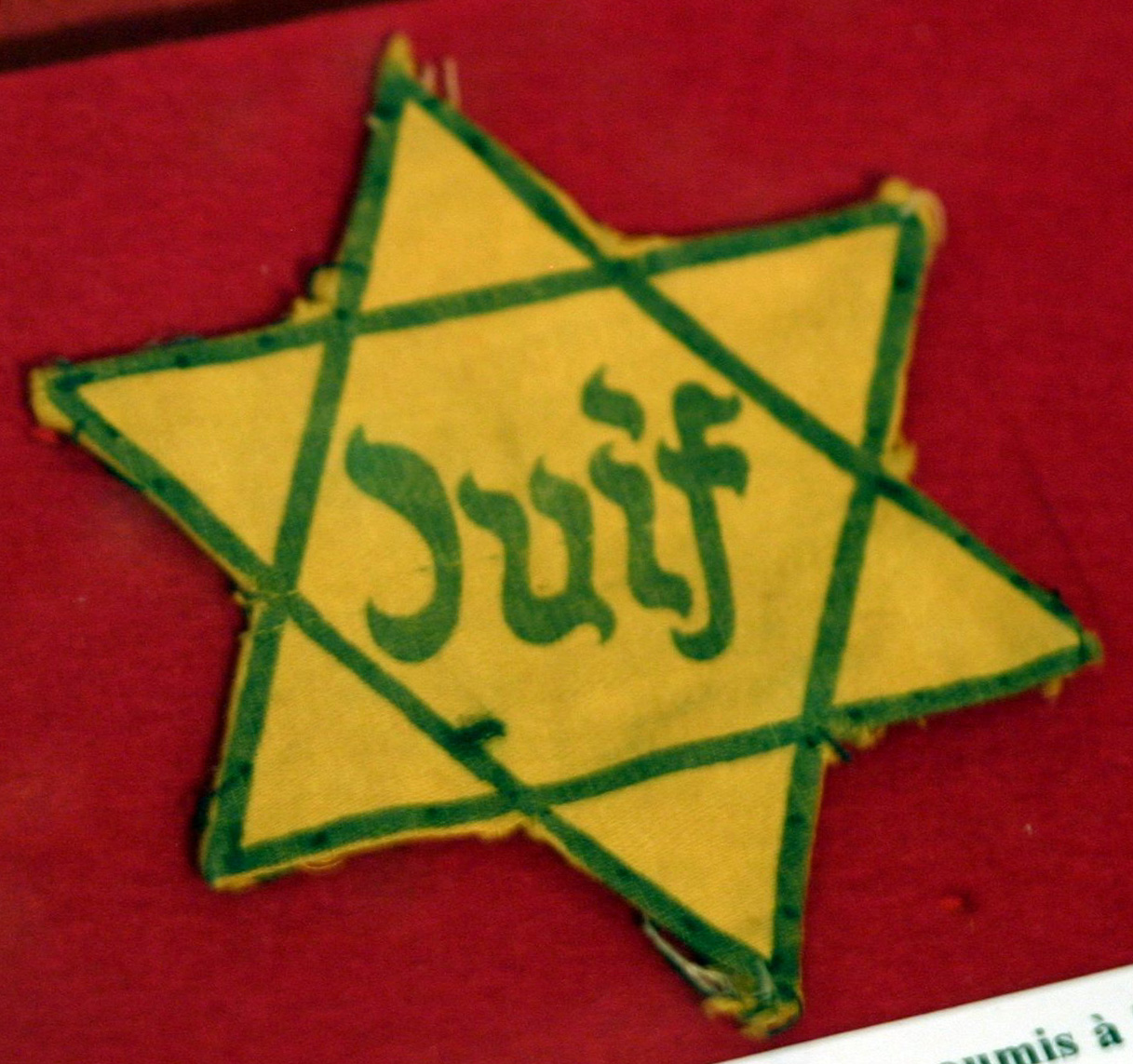
Distintivo amarelo tornado obrigatório pelos nazistas na França

Em 1274, Eduardo I de Inglaterra promulgou o Estatuto dos Judeus, que também incluiu um requisito:
Citação: Cada judeu, após os sete anos de idade, usará uma marca distintiva em sua vestimenta exterior, isto é, na forma de duas tabelas unidas, de feltro amarelo do comprimento de seis polegadas e da largura de três polegadas.
O distintivo amarelo é diferente do chapéu judeu (ou Judenhut), um chapéu em forma de cone, que é visto em muitas ilustrações anteriores a essa data, e permaneceu como a principal marca distintiva da vestimenta judaica na Idade Média. A partir do século XVI, o uso do Judenut declinou, mas o distintivo tendeu a durar mais do que o necessário, sobrevivendo até o século XVIII em alguns lugares.

### Alemanha Nazista e Potências do Eixo

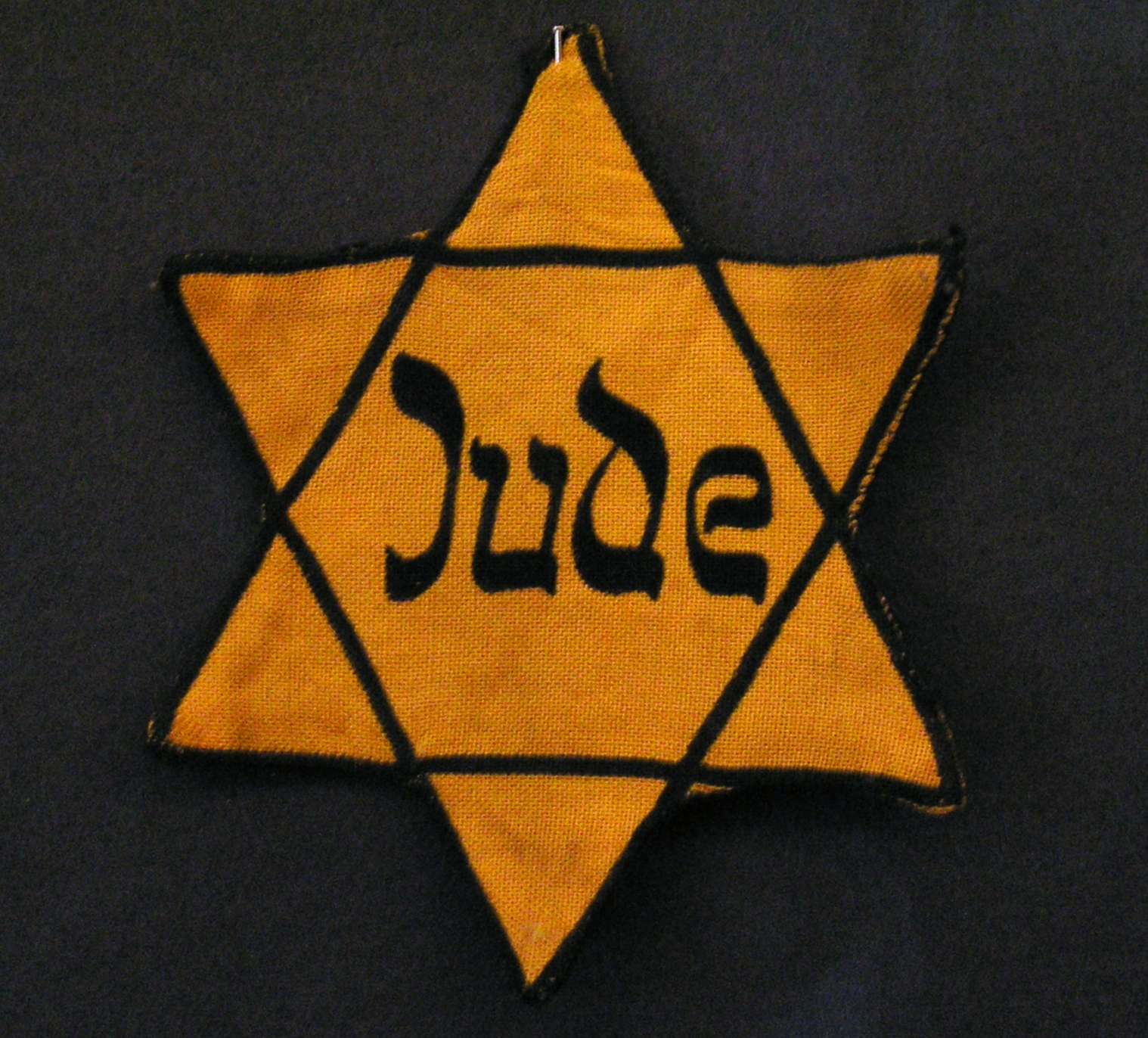
A Estrela de Davi amarela (em alemão: Judenstern) com a palavra Judeu, na Alemanha Nazista.)

Após a invasão alemã da Polônia em 1939, houve inicialmente diferentes decretos locais exigindo que os judeus usassem um sinal distintivo sob o Governo Geral. O sinal era uma braçadeira branca com uma estrela de David azul; no Warthegau um distintivo amarelo na forma de uma estrela de David no lado esquerdo do peito e nas costas. A exigência de usar a estrela de Davi com a palavra Jude (Alemão para Judeu) – inscrito em letras destinadas a assemelhar-se a escrita hebraica – foi então estendido a todos os judeus com mais de seis anos no Reich e o Protetorado da Boêmia e Morávia (por um decreto emitido em 1 de setembro de 1941, assinado por Reinhard Heydrich) e foi gradualmente introduzido em outras áreas ocupadas pelos alemães, onde as palavras locais eram usadas (e.g. (por exemplo), Juif em Francês, Jood em Holandês).
Um observador relatou que a estrela aumentou a simpatia alemã não-nazista pelos judeus, já que os cidadãos empobrecidos que os usavam eram, obviamente, contrários à propaganda nazista, obviamente não é a causa do fracasso alemão no leste. Na Checoslováquia, o governo teve que proibir a gorjeta de chapéu para os judeus e outras cortesias que se tornaram populares como protestos contra a ocupação alemã. Uma campanha de sussurros alegou que a ação foi em resposta ao governo dos Estados Unidos que fez exigência mal sucedida que os americanos alemães usassem suásticas.